# Eerste Exloërmond
Eerste Exloërmond (52° 56′ N, 6° 56′ L) é uma cidade dos Países Baixos, na província de Drente. Eerste Exloërmond pertence ao município de Borger-Odoorn, e está situada a 18 km, a norte de Emmen.
A área de Eerste Exloërmond, que também inclui as partes periféricas da cidade, bem como a zona rural circundante, tem uma população estimada em 400 habitantes.